# Космос-1740
Космос-1740 је један од преко 2400 совјетских вјештачких сателита лансираних у оквиру програма Космос.
Космос-1740 је лансиран са космодрома Плесецк, СССР, 15. априла 1986. Ракета-носач Сојуз је поставила сателит у орбиту око планете Земље. Маса сателита при лансирању је износила 6000 килограма. Космос-1740 је био војни сателит за фотографску картографију.